# Duplaspidiotus fossor
Duplaspidiotus fossor är en insektsart som först beskrevs av Robert Newstead 1914.  Duplaspidiotus fossor ingår i släktet Duplaspidiotus och familjen pansarsköldlöss. Inga underarter finns listade i Catalogue of Life.